# 스타 채널 (일본의 텔레비전 채널)

스타채널은 일본의 위탁 방송사업자이다.

## 연혁
- 1986년 3월 - 회사창립.원래는 케이블 텔레비전이나 호텔 전용 프로그램을 공급했다.
- 1989년 9월 - 통신위성 SUPERBIRD를 사용해 위성을 통한 프로그램 공급 개시.
- 1992년 4월 23일 - CS아날로그 방송 개시.
- 1997년 5월 1일 - CS디지털 방송 개시.
- 1998년 1월 1일 - 다이렉TV에서 CS디지털 방송을 개시.
- 1998년 6월 1일 - 스카이 퍼펙에서 「스타·채널 2」, 「스타·채널 3」방송 개시.
- 2000년 9월 30일 - 다이렉TV를 통한 방송송출을 중단한다.
- 2000년 12월 1일 - BS디지털 방송 「스타채널 BS」(ch.200) 방송 개시.
- 2001년 11월 1일 - 「스타·채널 2」를 「스타채널 플러스」, 「스타·채널 3」를 「스타·채널 명화좌」라는 명칭으로 변경.
- 2002년 10월 25일 - 스카이 퍼펙 TV!2(현·e2 by 스카이 퍼펙트 커뮤니케이션!)을 통해 「스타채널 플러스」, 「스타·채널 명화좌」 방송 개시.
- 2003년 9월 1일 - 「스타·채널 명화좌」의 이름을 「스타·채널 클래식」으로 변경.
- 2004년 4월 - 「스타채널 BS」의 요금 수수 업무를 스카이 퍼펙트·커뮤니케이션에 위탁.
- 2004년 9월 - 스카이 퍼펙 TV!110(현·e2 by 스카이 퍼펙트 커뮤니케이션!, 당시 ch.888)에서 「스타채널 하이비전」방송을 개시(110도 CS방송에서는 첫 번째 하이비전 방송.) 개시하지만 그 대신 「스타채널 플러스」가 송출중단된다.
- 2004년 11월 - 「스타채널 하이비전」에서 5.1ch 방송을 개시.
- 2005년 11월 - 「스타채널 플러스」이 일본어더빙영화 방송채널로 전환.
- 2007년 2월 6일 - 「스타채널 하이비전」방송채널을 ch.233으로 변경.
- 2007년 11월 26일 - 「스타채널 BS」 방송채널을 BS-9ch(NHK 아날로그 BShi폐지 후 빈 채널이 되었다.)로 이행한다.이행 후에는 모든 프로그램이 하이비전으로 제작되었다.
- 2007년 11월 30일 - e2 by 스카이 퍼펙트 커뮤니케이션!에서 방송되던 「스타채널 하이비전」이 방송을 종료한다(대신 BS로 이행).
- 2007년 12월 1일 - 「스타채널 BS」 채널 명칭을 「스타채널 하이비전」으로 변경.그리고 e2 by 스카이 퍼펙트 커뮤니케이션!에서 「스타채널 플러스」(ch.237) 방송 재개.
- 2008년 8월 1일 - 회사 분할(신설 분할)에 따라 (신) 스타 채널 설립.
- 2009년 6월 10일 - 「스타·채널 플러스」, 「스타·채널 클래식」이 BS디지털로 이행
- 2009년 10월 1일 - 스카이 퍼펙트 커뮤니케이션!HD를 통해 「스타·채널 클래식 하이비전」방송 개시.
- 2010년 12월 1일 - 스카이 퍼펙트 커뮤니케이션!HD를 통해 「스타·채널 플러스 하이비전」방송 개시.
- 2011년 10월 1일 - 오전 6시 40분을 기해 BS디지털 방송으로 하이비전 2 채널이 방송을 시작했으며 이에 「스타·채널」·「스타·채널 하이비전」은 「스타·채널 1」, 「스타·채널 플러스」는 「스타·채널 2」, 「스타·채널 클래식」은 「스타·채널 3」로 변경

## 채널

### 2011년 9월 30일까지
| 채널이름           | 스카이 퍼펙 SD | 스카이 퍼펙 HD | 스카이 퍼펙 e2 | 히카리 TV | eo히카리 TV | J:COM   | JCN       | 비고                |
| ------------------ | -------------- | -------------- | -------------- | --------- | ----------- | ------- | --------- | ------------------- |
| 스타 채널          | 315            | -              | -              | 230       | -           | -       | 933       |                     |
| 스타 채널 하이비전 | -              | 625(HD)        | BS200(HD)      | 280(HD)   | BS200(HD)   | 453(HD) | BS200(HD) |                     |
| 스타 채널 플러스   | 316            | 626(HD)        | 237            | 231       | 316         | 454     | 934       | 일어 더빙판 방송    |
| 스타 채널 클래식   | 317            | 627(HD)        | 238(SD16:9)    | 232       | 317         | 455     | 935       | 과거 명작 중심 방송 |

### 2011년 10월 1일부터
| 채널이름    | 스카이 퍼펙 SD | 스카이 퍼펙 HD | 스카이 퍼펙 e2 | 히카리 TV       | J:COM   | J:COM 이외 CATV | 비고                    |
| ----------- | -------------- | -------------- | -------------- | --------------- | ------- | --------------- | ----------------------- |
| 스타 채널 1 | 315            | 625(HD)        | BS200(HD)      | 280(HD) 230(SD) | 453(HD) | BS200(HD)       |                         |
| 스타 채널 2 | 316            | 626(HD)        | BS201(HD)      | 231             | 454(HD) | BS201(HD)       | 특집 프로그램 중심 방송 |
| 스타 채널 3 | 317            | 627(HD)        | BS202(HD)      | 232             | 455(HD) | BS202(HD)       | 일어 더빙판 방송        |